# Ліассін Кадамуро-Бентаїба
Ліассін Кадамуро-Бентаїба (фр. Liassine Cadamuro-Bentaïba, араб. لياسين كادامورو بيتايبا, нар. 5 березня 1988, Тулуза) — французький і алжирський футболіст, захисник «Серветта» та національної збірної Алжиру.

## Клубна кар'єра
Вихованець футбольних клубів рідної Тулузи. У віці 15 років Кадамуро приєднався до молодіжної системи клубу «Сошо», представляючи протягом наступних трьох сезонів резервну команду.
Влітку 2008 року Ліассін переїхав у Іспанію, де підписав контракт з клубом «Реал Сосьєдад». Наступні три роки грав у дублюючому складі басків — команді «Реал Сосьєдад Б», два роки в третьому дивізіоні, а один у четвертому.
В основний склад його викликали на ігри сезону 2011/12, відразу після прибуття в команду нового тренера Філіппа Монтаньє. 10 вересня 2011 року відбувся дебют Кадамуро в Ла Лізі, коли йому довелося замінити Хав'єра Прієто на 70-й хвилині матчу проти «Барселони». У сезоні 2011/12 він 19 разів виходив на поле в чемпіонаті країни на позиції лівого захисника, в тому числі десять разів відіграв всі 90 хвилин матчу. У наступному сезоні він отримував набагато менше ігрової практики.
У сезоні 2013/14 Кадамуро зіграв лише 4 матчі в чемпіонаті Іспанії і 2 в Лізі чемпіонів, а в зимове трансферне вікно був відданий в оренду в клуб іспанської Сегунди «Мальорка», а у наступному сезоні також на правах оренди грав у іншому клубі другого іспанського дивізіону «Осасуні».
На початку лютого Ліассін, який з літа 2015 року був вільним агентом, підписав контракт з клубом третього швейцарського дивізіону «Серветтом», якому в тому ж році допоміг вийти в другий дивізіон.

## Виступи за збірну
7 січня 2012 року тренер алжирської збірної запропонував футболістові представляти інтереси національної збірної Алжиру. Наступного дня Ліассін у розмові з пресою підтвердив, що його бажанням завжди було представляти збірну своєї країни в міжнародних матчах, незважаючи на те, що у нього була можливість представляти інтереси таких країн, як Франція та Італія.
10 лютого 2012 року було офіційно підтверджено на сайті «Реал Сосьєдад», що Кадамуро офіційно внесений у список гравців, викликаних у збірну на відбірковий матч Кубка африканських націй 2013 року. 29 лютого 2012 року відбувся його дебют у збірній Алжиру в матчі проти Гамбії (2:1).
У складі збірної Кадамуро брав участь у фінальних турнірах Кубка африканських націй 2013 у ПАР (зіграв 1 матч) та Чемпіонату світу 2014 (жодного разу не вийшов на поле).
Згодом у складі збірної був учасником Кубка африканських націй 2015 року в Екваторіальній Гвінеї та Кубка африканських націй 2017 року у Габоні.
Наразі провів у формі головної команди цієї африканської країни 11 матчів.